# Hérival
Hérival è un ex comune francese di 73 abitanti, ora frazione di Le Val-d'Ajol, situato nel dipartimento dei Vosgi nella regione del Grande Est.
Il centro smise di costituire un comune autonomo nel 1832, quando avvenne la fusione.

## Geografia fisica
Il centro si trova in una piccola radura dell’alta valle della Combeauté, a circa 530 metri di altitudine, nella parte nord-orientale del proprio comune.

## Toponimo
Segue una lista di forme del nome che indicò il luogo col passare dei secoli: Hirsute Vallis (1211); Yrevals (1301); Hierewallis (1303); Yerwalx (1394); Irevalz (1447); Hereval (1571); Ervault (1648), Hérival (1753).

## Storia
Era qui presente un priorato di canonici regolari, fondato nel 1090 da due frati, Eugibalde e Vichard, originari di Épinal. Esso fu unito alla Congregazione del Salvatore il 21 luglio 1747.
Il comune fu unito a quello di Le Val d'Ajol per ordinanza reale del 27 novembre 1832.

## Società

### Evoluzione demografica
Abitanti censiti